# Ludlowi
A ludlowi a szilur földtörténeti időszak négy kora közül a harmadik, amely 427,4 ± 0,5 millió évvel ezelőtt (mya) kezdődött, és 423,0 ± 2,3 mya ért véget.
Nevét a közép-angliai Ludlow városról kapta. Az elnevezést Roderick Murchison skót geológus vezette be a szakirodalomba 1833-ban.

## Tagolása
A ludlowi kort az alábbi két korszakra tagolják (a korábbitól a későbbi felé haladva):
- Gorsti korszak: 427,4 ± 0,5 – 425,6 ± 0,9 Ma
- Ludfordi korszak: 425,6 ± 0,9 – 423,0 ± 2,3 Ma